# Stor-Ormtjärnen, Härjedalen
Stor-Ormtjärnen är en sjö i Härjedalens kommun i Härjedalen och ingår i Ljusnans huvudavrinningsområde. Sjön har en area på 0,261 kvadratkilometer och ligger 769,1 meter över havet.

## Delavrinningsområde
Stor-Ormtjärnen ingår i det delavrinningsområde (691216-136209) som SMHI kallar för Utloppet av Stor-Ormtjärnen. Medelhöjden är 800 meter över havet och ytan är 1,62 kvadratkilometer. Det finns inga avrinningsområden uppströms utan avrinningsområdet är högsta punkten. Vattendraget som avvattnar avrinningsområdet har biflödesordning 4, vilket innebär att vattnet flödar genom totalt 4 vattendrag innan det når havet efter 328 kilometer. Avrinningsområdet består mestadels av skog (63 procent) och kalfjäll (20 procent). Avrinningsområdet har 0,26 kvadratkilometer vattenytor vilket ger det en sjöprocent på 16,3 procent.